# Dolmen von Västra Hoby

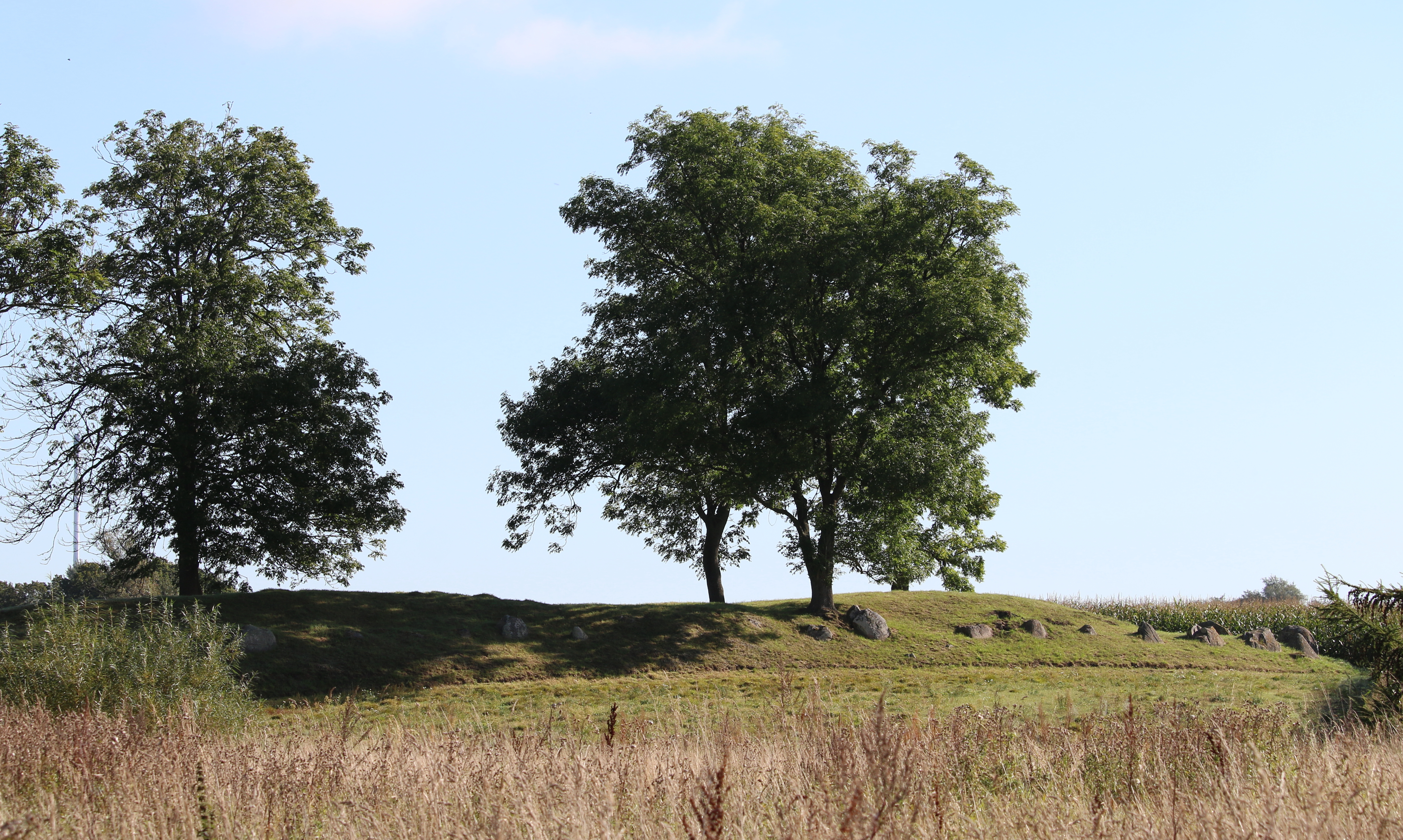
Västra Hoby 4:1

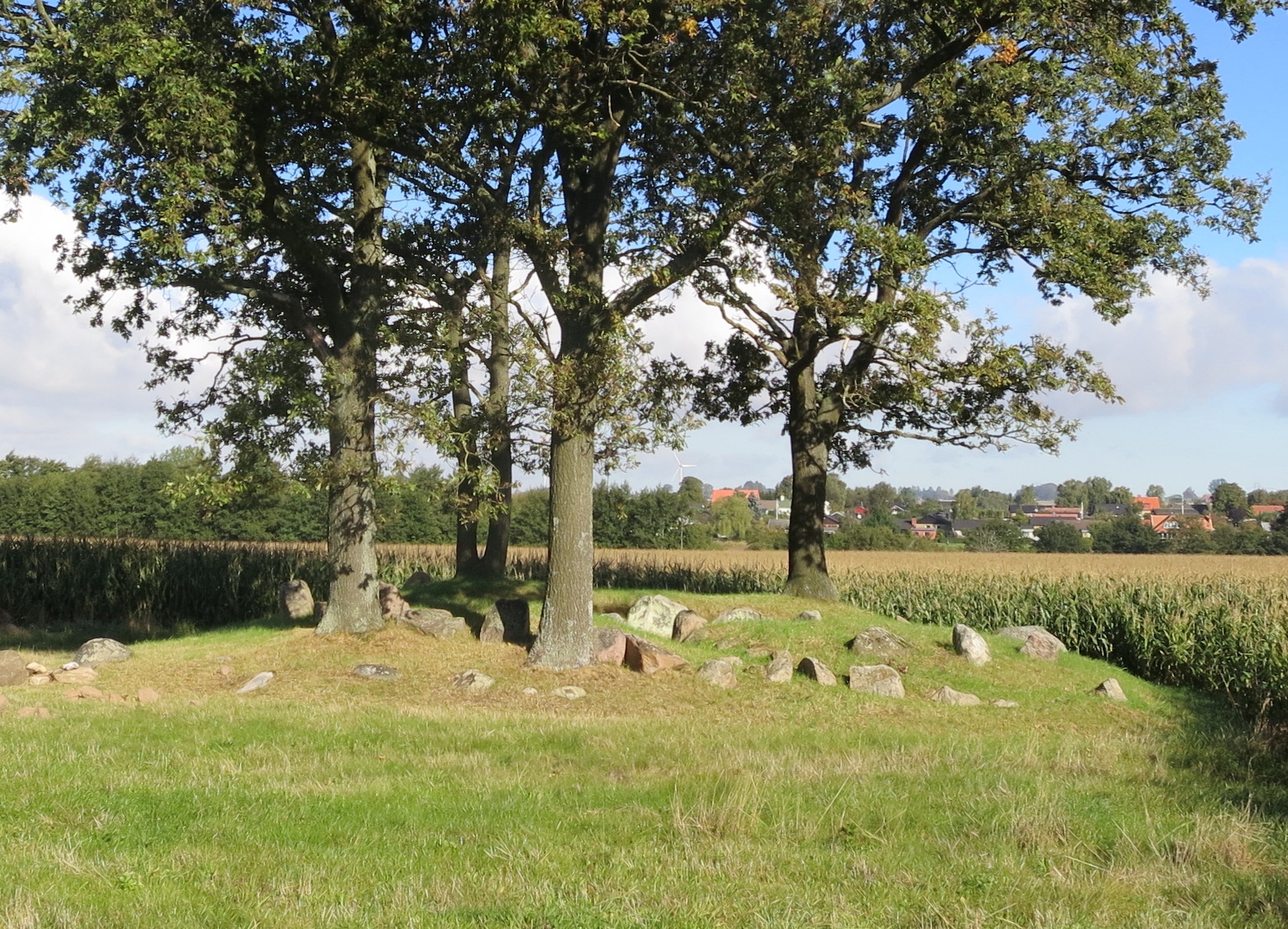
Die Danshögarna von Västra Hoby 3-2

Der Dolmen von Västra Hoby (RAÄ-Nr. Västra Hoby 4:1) ist ein Långdös östlich von Kävlinge in Schonen in Schweden. Er stammt aus der Jungsteinzeit etwa 3500 bis 2800 v. Chr. und ist eine Megalithanlage der Trichterbecherkultur (TBK).
Der Südost-Nordwest orientierte, etwas bewaldete Hügel des Hünenbettes misst etwa 53,0 × 13,0 m und ist etwa 2,4 m hoch. Er ist von 37 Randsteinen unterschiedlicher Breite (0,5–1,7 m) und Höhe (0,3–1,1 m) umgeben. Magnus Bruzelius (1786–1855) erwähnt noch 44 Steine um den Erdhügel. Eine Grabkammer ist nicht sichtbar, aber in der Mitte gibt es eine Grube von etwa 5,0 m Durchmesser und 0,5 m Tiefe.
Es gibt mehrere Hügel in der Nähe. Den Namen Ringhügel für den Langdolmen von Västra Hoby (analog zu Kung Rings Grav in Dänemark – für den schwed. König Sigurd Ring) erwähnt nur M. Bruzelius. Im Jahre 1692 werden die Hügel 3 und 4 als (dänisch Dansehøje – dt. Tanzhügel) bezeichnet. Im Jahre 1785 und 1818 wird Hügel Nr. 3 als Rävkullarna (deutsch „Fuchshügel“) und Hügel No. 4 als Danshög bezeichnet.